# Kleinfeldhockey
Kleinfeldhockey ist eine Spielart des Hockey.
Kleinfeldhockey wird meist auf einem quer zum regulären Spielfeld markierten Platz gespielt. Dabei passen zwei Kleinfelder auf ein Großfeld. Neben Trainingsbetrieb wird Kleinfeldhockey besonders im Kinder-, Senioren- und Freizeitbereich gespielt, aber auch im regulären Punktspielverkehr. Beim Kleinfeldhockey spielen fünf oder sechs Feldspieler mit oder ohne Torwart. Weitere Varianten sind Mini-Hockey mit vier Spielern ohne Torwart und Dreiviertelfeldhockey mit acht Spielern und Torwart. Auswechslungen sind jederzeit im Spiel möglich.
Vorteil des Kleinfeldhockey sind die kürzeren Wege zwischen den Schusskreisen, die in der Größe dem regulären Feldhockey entsprechen. Dadurch wird das Spiel schneller und reicher an Torraumsituationen. Zudem ist es natürlich einfacher, fünf oder sechs Spieler als elf zusammenzubekommen.
Kleinfeldhockey ist inzwischen ein fester Bestandteil des Hockey-Spielbetriebs geworden. Der Deutsche Hockey-Bund hat für verschiedene Varianten Empfehlungen herausgegeben.

## Referenz
1. ↑  Regelempfehlung für Kleinfeldhockey auf hockey.de (Memento des Originals vom 4. Dezember 2020 im Internet Archive)  Info: Der Archivlink wurde automatisch eingesetzt und noch nicht geprüft. Bitte prüfe Original- und Archivlink gemäß Anleitung und entferne dann diesen Hinweis.